# Matthijs Harings

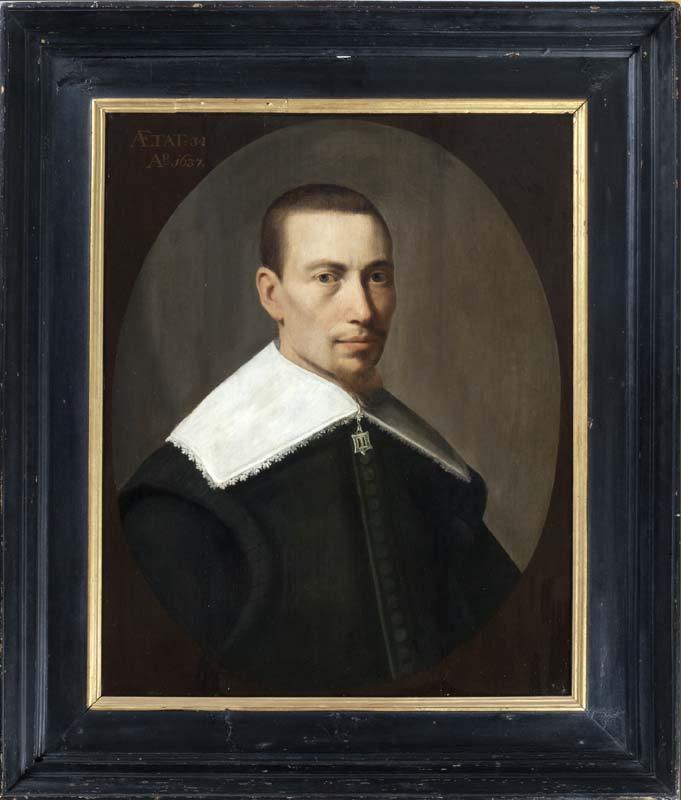
Gysbert Japicx (Matthijs Harings, 1637)

Matthijs Harings (Leeuwarden, ca. 1593 – aldaar, ca. 1667) was een Noord-Nederlands portretschilder.
Hij was de zoon van Haring Wilckes en Griet Tijsdr. In 1621 trouwde hij met Lijsbeth Lenerts van Vlasmar, weduwe van de chirurgijn Frans Frieses Frisius. Hij was een familielid van de dichter Gysbert Japicx.
Harings was vanaf 1611 actief in Leeuwarden als portretschilder. Hij was leerling van Wybrand de Geest en mogelijk ook van diens vader, Simon Juckesz. In datzelfde jaar schreef hij in het album amicorum van De Geest, wat wijst op hun nauwe relatie. Naast zijn schilderwerk was Harings in 1634 kapitein van de Schutterij en in 1636 diaken van de Gereformeerde Kerk. Van 1641 tot 1644 diende hij als schepen van Leeuwarden. Cornelis Birdama was zijn leerling van 1648 tot 1650.
Harings overleed vermoedelijk in of na 1667; hij werd voor het laatst vermeld in een akte van 7 mei dat jaar, waarin hij enkele leningen afbetaalde.
Zijn werk signeerde hij met het monogram HM.
- Biografisch Portaal: 06555834
- Gemeinsame Normdatei: 1076407293
- RKD-Nederlands Instituut voor Kunstgeschiedenis: 36039
- Virtual International Authority File: 317278377